# 杰米扬诺夫重排反应
Demjanov重排反应（Demjanov rearrangement）
伯胺与亚硝酸反应，经过重氮盐中间体，或放出氮气生成碳正离子，然后发生碳正离子重排，得到扩环产物醇；或重氮基被羟基取代，形成取代产物醇。
反应以苏联／俄国化学家 Николай Яковлевич Демьянов (1861－1938) 的名字命名。